# Música gnawa

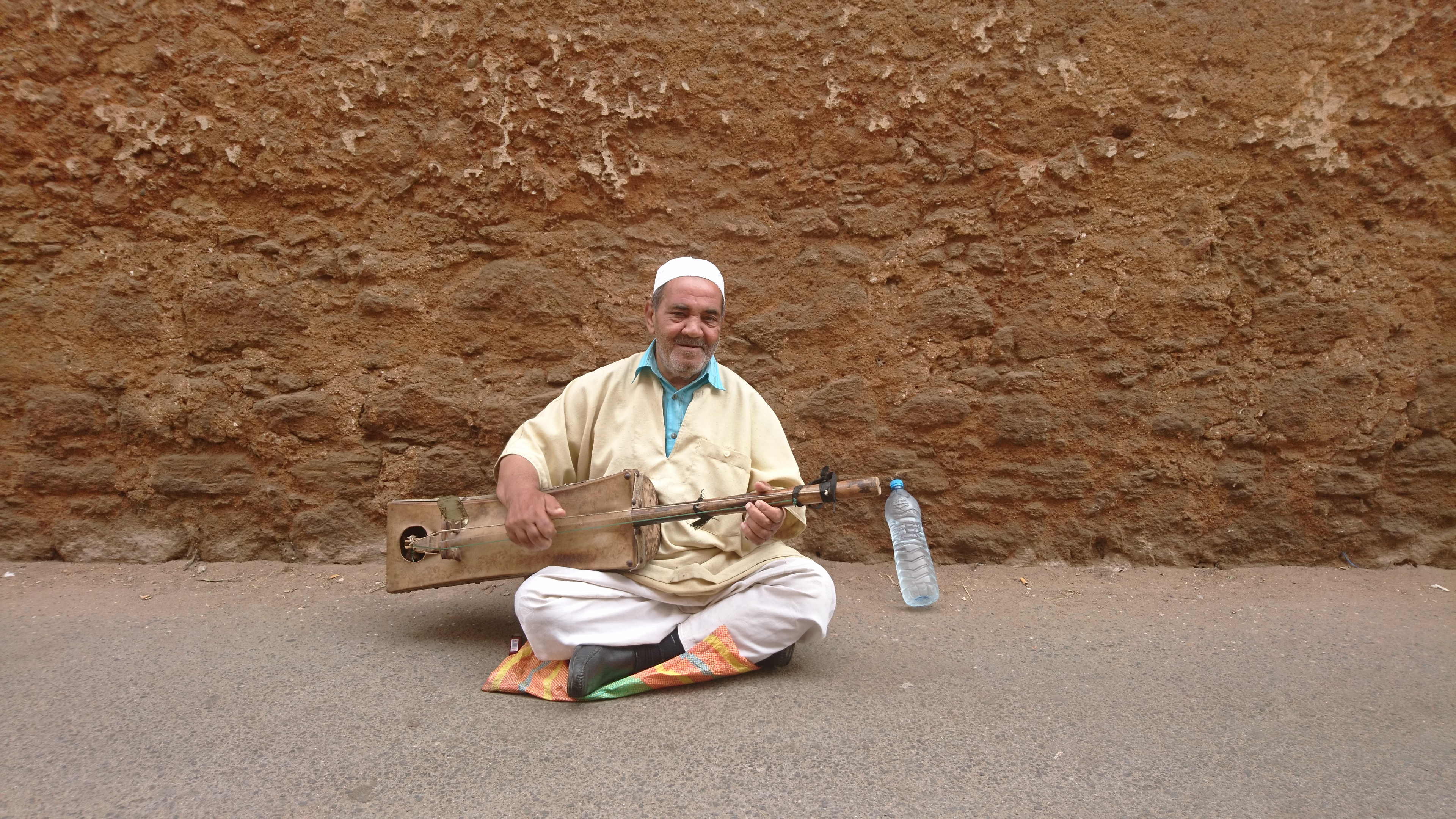
Cantante gnawa en salé, Marruecos.

La música Gnawa (Ar. غْناوة o كْناوة) es un rico repertorio marroquí de antiguas canciones y ritmos religiosos espirituales islámicos africanos. Su patrimonio bien conservado combina la poesía ritual con la música tradicional y el baile. La música se realiza en lila o Derdeba, noches enteras de celebración dedicadas a la oración y la curación guiadas por el Gnawa Maalem, o músico maestro, y su grupo de músicos y bailarines. Aunque muchas de las influencias que formaron esta música se pueden remontar al África Occidental subsahariana, su práctica tradicional se concentra en Marruecos. Hoy en día, la música Gnawa se ha extendido por muchos otros países de África y Europa, como en Francia. 
La palabra "Gnawa", plural de "Gnawi", se deriva del gentilicio "Kanawa" para los residentes de Kano, la capital del Emirato Hausa-Fulani, que estaba bajo la influencia de Marruecos en un vínculo de lealtad durante siglos, religiosamente, económicamente, y en materia de defensa. Otra teoría es que Gnawa procede de ignawen, plural de ignaw, que en la lengua tamazight de la región del Sus, en el sur de Marruecos, significa "mudo". Los bereberes del Sus se referían de este modo a los esclavos negros a causa de que estos hablaban idiomas incomprensibles para ellos. El término pasó a la lengua árabe coloquial del Magreb y Al-Ándalus como modo de designar en general a los negros, y también se utilizó para referirse a la región de la que procedían los esclavos que llegaban a Marruecos. La historia del Gnawi está estrechamente relacionada con la famosa "Guardia Negra" real marroquí, que se convirtió en la Guardia Real de Marruecos hasta nuestros días. 
Los contextos Marroquí y Hausa están llenos de conexiones entre ambas culturas. Religiosamente, como ambos son musulmanes malikitas, con muchas escuelas espirituales marroquíes activas en Hausaland, y artísticamente, con la música Gnawa como el mejor ejemplo de sonido de Hausa. Y la típica articulación hausa de la música dentro de Marruecos, su idioma local y sus tradiciones. 
La música gnawa es una de las principales corrientes musicales en Marruecos.  Los marroquíes aman apasionadamente la música Gnawa y Maalems Gnawas son muy respetados, y disfrutan de un aura de estrellato musical.  

## Música
En una canción Gnawa, una frase o pocas líneas se repiten una y otra vez, por lo que la canción puede durar mucho tiempo. De hecho, una misma pieza puede durar varias horas sin parar.  Sin embargo, lo que a los no iniciados les parece una canción larga es en realidad una serie de cantos, que se refieren a la descripción de los diversos espíritus (en árabe mlouk (cantar. Melk )), por lo que lo que parece ser una pieza de 20 minutos puede ser una Toda una serie de piezas: una suite para Sidi Moussa, Sidi Hamou, Sidi Mimoun o las demás. La música rítmica está adecuada para los adeptos en estado de trance, siguen y siguen, y tienen el efecto de provocar el trance desde diferentes ángulos. 
El lenguaje melódico del instrumento de cuerda está estrechamente relacionado con su música vocal y sus patrones de habla, como es el caso de mucha música africana .  Es un lenguaje que enfatiza la tónica y la quinta, con tembloroso pitch-play, especialmente en bemol, alrededor de la tercera, la quinta y, a veces, la séptima.  Este es el lenguaje del blues . 

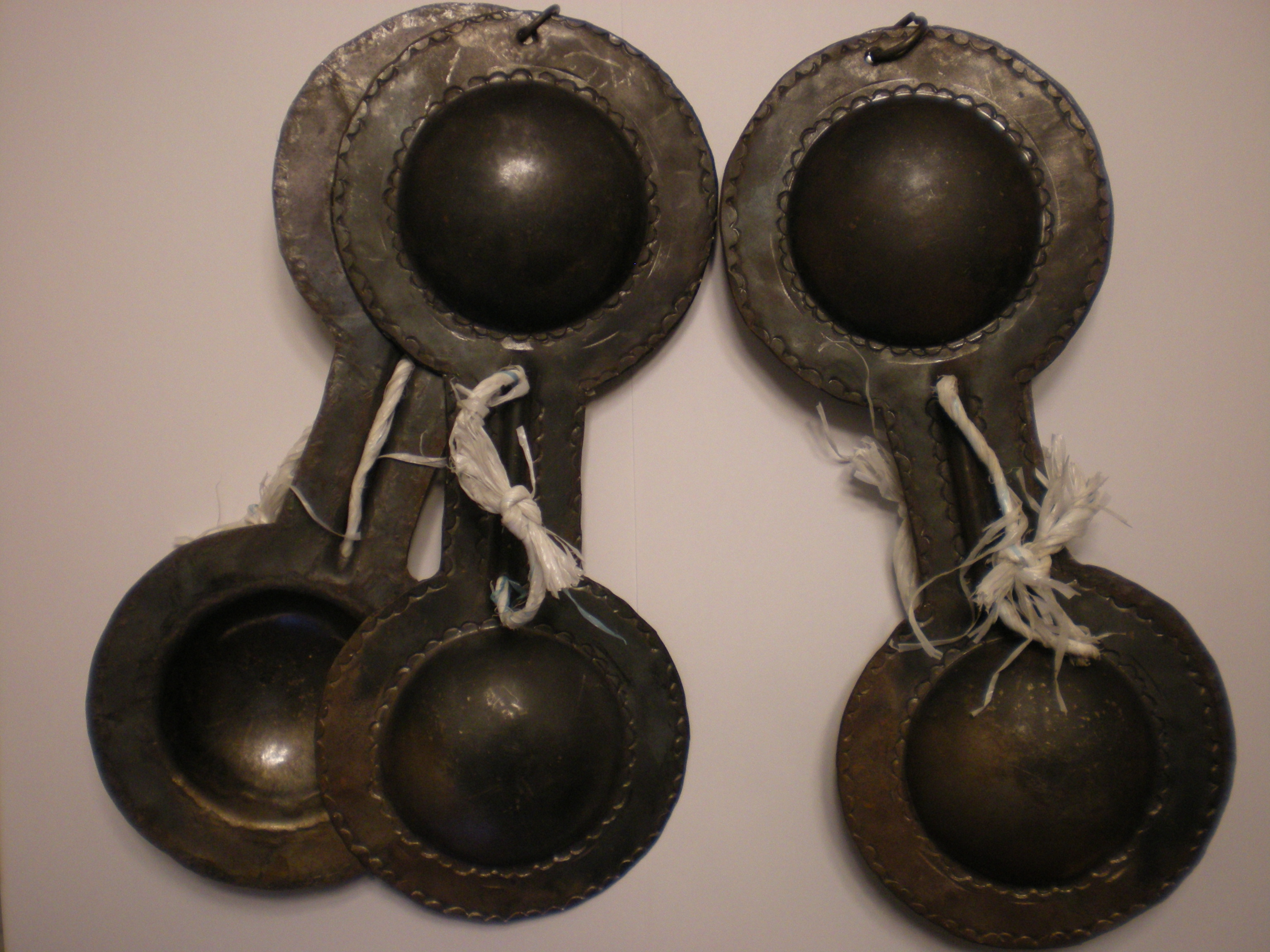
Krakebs o Qaraqabo en Marruecos

### Instrumentación
Los ritmos del Gnawa se tocan con grandes castañuelas de hierro conocidas como qraqab (o krakebs, Ar. قراقب). El ritmo se caracteriza por la interacción entre compases de dos y tres golpes. También se usan grandes tambores llamados tbel (Ar. طبل). De forma tradicional no suele haber más instrumentos rítmicos, aunque recientes formas de fusión han incitado la inclusión de baterías modernas en espacios más amplios.
El instrumento ejecutado por el Maalem es el gimbri o hajhuj, un isntrumento de bajo de tres cuerdas y cuyo sonido es el alma de la música gnawa.  Los gnawa tienen venerables tradiciones de instrumentos de cuerda que involucran tanto laúdes arqueados como pulsados. El gimbri (o sentir Ar. سنتير) tiene fuertes vínculos históricos y musicales con laúdes del África occidental, como el Hausa halam, un antepasado directo del banjo .
En la música gnawa, el hajhuj se toca con una técnica que los manuales de instrucciones del banjo del juglar estadounidense del siglo XIX identifican como "deshilachados sin escobillas".  La parte "sin escobillas" significa que los dedos no cepillan varias cuerdas a la vez para hacer los acordes.  En cambio, el pulgar cae repetidamente en un patrón rítmico e hipnótico contra la cuerda que vibra libremente produciendo un zumbido palpitante, mientras que los primeros dos o tres dedos de la misma mano tocan los patrones de percusión sobre la caja del gimbri. 

## Los rituales
Los Gnawas realizan una compleja liturgia llamada lila o derdeba con fines muy diversos, desde la curación en una casa privada a la recreación devocional pública dentro de una zaouia. La ceremonia recrea el primer sacrificio y la génesis del universo mediante la evocación de las siete manifestaciones principales de la actividad demiúrgica divina.  Se invocan a los siete santos y entidades sobrenaturales ( mluk , Arabic: ملوك) representados por siete colores, como una descomposición prismática de la luz/energía original.  El derdeba está animado conjuntamente por un maâlem que guía el ritual y por moqadma o shuwafa (clarividente o medium) que está a cargo de los accesorios y la ropa necesarios para guiar el trance. 
Dentro de la hermandad, cada grupo ( zriba ; árabe: زريبة) se reúne con un moqadma iniciático (árabe: مقدمة), la sacerdotisa que dirige la danza extática llamada jedba (árabe: جذبة). Durante la ceremonia, la moqadma determina los accesorios y la ropa que hace falta para el trance de cada uno. Mientras, el maâlem llama a los santos y las entidades sobrenaturales a presentarse para tomar posesión de los seguidores, que se dedican al baile en éxtasis divino. 
Precedido por un sacrificio animal que asegura la presencia de los espíritus, el ritual de toda la noche comienza con una abertura que consagra el espacio, el aâda ("hábito" o norma tradicional; árabe: عادة), durante la cual los músicos realizan una acrobacia en movimiento. Baila, tocando los krakebs . 
Los mluk (sing. Melk ) son entidades abstractas que reúnen un número de Jinns similares (espíritus genios).  Los participantes entran en un estado de trance ( jedba ) en el que pueden realizar bailes espectaculares.  Por medio de estos bailes, los participantes negocian sus relaciones con los mluk, ya sea para aplacarlos si han sido ofendidos o para fortalecer una relación existente.  Los mluk son evocados por siete patrones musicales, siete células melódicas y rítmicas , que configuran las siete suites que forman el repertorio de danza y música del ritual Gnawa. Durante estas siete suites, se queman siete tipos diferentes de incienso y los bailarines están cubiertos por velos de siete colores diferentes. 
Cada una de las siete familias de mluk está poblada por muchos "personajes" identificables por la música y por los pasos del baile.  Cada melk se acompaña de su color específico, incienso, ritmo y baile.  Estas entidades, tratadas como "presencias" (llamadas hadra , árabe: حضرة) que la conciencia se encuentra en el espacio y el tiempo extáticos, están relacionadas con complejos mentales, caracteres humanos y comportamientos.  El objetivo del ritual es reintegrar y equilibrar los poderes principales del cuerpo humano , creados por la misma energía que soporta los fenómenos perceptibles y la actividad divina creativa. 
Más tarde, el gembri abre el treq ("camino", árabe: طريق), la secuencia estrictamente codificada del repertorio ritual de música, danzas, colores e inciensos, que guía en el viaje extático a través de los reinos de los siete mluk, hasta el Renacimiento en el mundo común, a las primeras luces del alba. 
Casi todas las cofradías marroquíes, como la Issawa o la Hamadsha , relacionan su autoridad espiritual con un santo. Las ceremonias comienzan recitando las obras escritas o las prescripciones espirituales de ese santo (hizb , árabe: حزب) en árabe.  De esta manera, afirman su papel como descendientes espirituales del fundador, dándose a sí mismos la autoridad para realizar el ritual.  La lila comienza recordando los orígenes gnawa a través de la canción y la danza sus orígenes, las experiencias de sus ancestros esclavos y, finalmente, la redención. 

## Música gnawa hoy
Durante las últimas décadas, la música Gnawa se ha modernizado y, por lo tanto, se ha vuelto más profana. Sin embargo, todavía hay muchas lilas privadas, que conservan el estado sagrado y espiritual de la música. 
En el marco del Gnaoua World Music Festival de Essaouira ("Gnaoua and Musics of the World"), los gnawa juegan en un contexto profano con pequeñas dimensiones religiosas o terapéuticas.  En cambio, en esta expresión musical de su arte cultural, comparten escenarios con otros músicos procedentes de los cuatro rincones del mundo. 
Como resultado, la música Gnawa ha tomado una nueva dirección al fusionar su música espiritual con géneros similares como el jazz , el blues , el reggae y el hip-hop. Cada verano, durante cuatro días en junio, el Festival recibe a músicos famosos que vienen a participar, intercambian y mezclan su propia música con música Gnawa, creando uno de los festivales públicos más grandes de Marruecos, así como una de las mejores sesiones improvisadas del planeta.  Desde su debut en 1998, los conciertos gratuitos han atraído a un público del festival que ha crecido de 20,000 visitantes a más de 200,000 en 2006, incluyendo 10,000 visitantes de todo el mundo. 
Entre los participantes anteriores se encuentran Randy Weston , Adam Rudolph , The Wailers , Pharoah Sanders , Keziah Jones , Omar Sosa , Doudou N'Diaye Rose y el trompeta italiano Paolo Fresu . 
También hay proyectos como "The Sudani Project", un diálogo de jazz / gnawa en colaboración entre el saxofonista / compositor Patrick Brennan, Gnawi maâlem Najib Sudani y el baterista / percusionista / vocalista Nirankar Khalsa.  Brennan ha señalado que las cuerdas de bajo de qraqeb y gut de metal de los guembri son paralelas al platillo y al bajo en el sonido de jazz . 
En la década de 1990, jóvenes músicos de diversos orígenes y nacionalidades comenzaron a formar bandas modernas de Gnawa.  Gnawa Impulse de Alemania es un ejemplo.  Estos grupos ofrecen una rica mezcla de orígenes musicales y culturales, fusionando sus influencias individuales en un sonido colectivo.  Han tejido elementos de rap , reggae, jazz y rai en un mosaico musical vibrante. 
Estos proyectos que incorporan gnawa y músicos occidentales son esencialmente fusiones gnawa . 
El mayor festival mundial anual de música gnawa se organiza en Essaouira en Marruecos.

## Lista de Gnawa maâlems

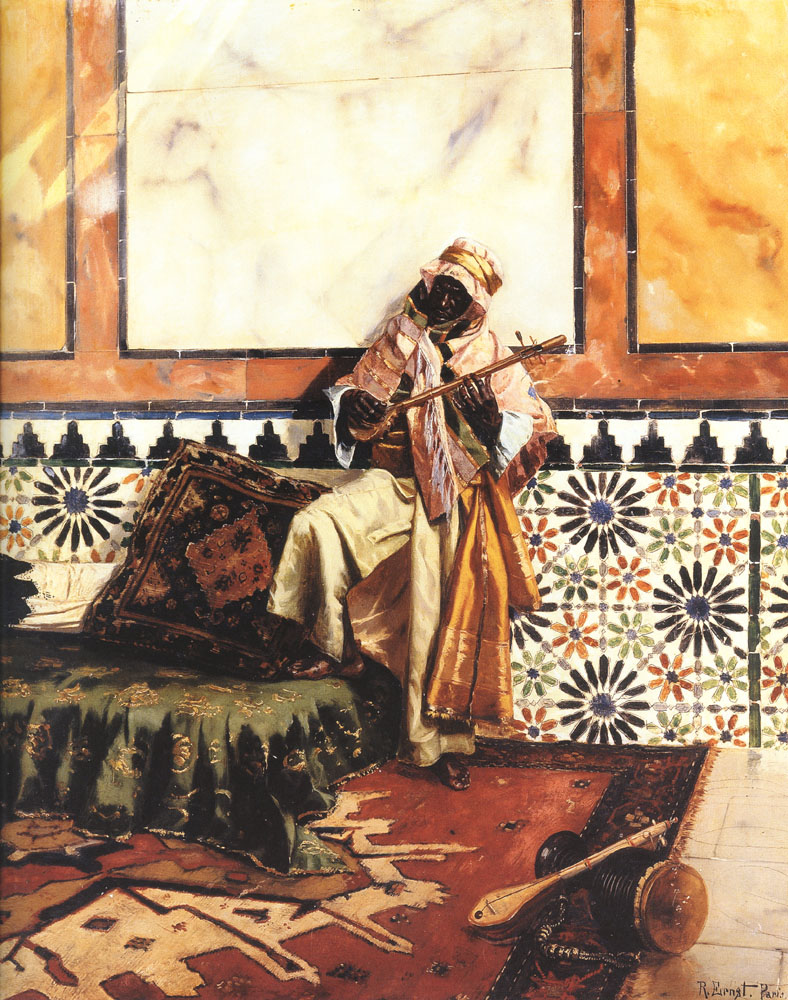
Un músico gnawa del.

Maalem Mahmoud Gania ("el rey") o Gania (como se escribe en el pasaporte) músico marroquí nacido-1951-muerto el 2 de agosto de 2015, - Ha tocado con personajes como Pharoah Sanders o Carlos Santana. El guitarrista Jimi Hendrix pasó unos meses en su casa en Essaouira para tomar algunas lecciones. Es el hijo del difunto Maâllem Boubker Gania, y sus dos hermanos Abdelah y Mokhtar también son distinguidos maâllemin (maestros). La familia Gania también incluye a Zaida Gania, una medium muy popular en las lilas, así como la cabeza de un grupo de mujeres gnawas, el Haddarate de Essaouira.
Brahim Belkane ("El tradicionalista") Ha tocado con Led Zeppelin, Robert Plant, Adam Rudolph, Randy Weston y Jimmy Page. Él dice: "Hay muchos colores en la tierra: rojo, verde, azul, amarillo. Debes encontrarlos cuando tocas para ser brillante como el sol".
Hamid El Kasri: nació en 1961 en Ksar El Kebir, en el norte de Marruecos. Comenzó a entrenar a los 7 años, enseñado por los maâlems Alouane y Abdelouahed Stitou, pero fue el esposo de su abuela, un ex esclavo sudanés, quien inspiró su verdadera pasión. Su talento reunió los ritmos de Gnaoua del norte y sur de Marruecos. Debe su reputación a su voz profunda e intensa. Esta misma voz lo ha convertido en uno de los artistas más apreciados y solicitados de su tiempo. Es un rostro familiar en el Gnaoua y en el World Music Festival, donde creó una sensación en 2004 con el fallecido Joe Zawinul, el distinguido pianista austriaco, al presentar una de las fusiones más memorables del Festival. Durante la edición de 2010, Hamid El Kasri presentó el álbum de fusión Yobadi, fruto de una estrecha colaboración con Karim Ziad. Y en 2011 en Essaouira, hechizó a la audiencia de Borj durante un concierto excepcional con Hamayun Kahn y Shahin Shahida. Ahora vive en Rabat, pero sus orígenes se encuentran en la ciudad norteña Ksar El Kbir, por lo tanto el apodo Kasri (es decir, el de Ksar). Es una de las estrellas más grandes en el escenario y es particularmente famoso en Marruecos por su gran voz. En su juventud, Maâllem Hamid estuvo muy asociado con la escena gnawa en Tánger y con maestros como Abdelwahab "Stitou". Comenzó su aprendizaje a la edad de siete años. Tiene el don de poder fusionar la música del norte con la del sur: gharbaoui de Rabat, marsaoui de Essaouira y soussi o bereber del sur de Marruecos. 
H'mida Boussou ("El gran maestro") cuando era niña, H'mida se sumergió en la cultura Gnawi tal como le enseñó el Maâlem Ahmed Oueld Dijja, y se convirtió en un Maâlem a la edad de 16 años. También trabajó con Maâlem Sam de 1962 a 1968. Maalem H'mida Boussou murió el 17 de febrero de 2007, pero su hijo, Maalem Hassan Boussou, continúa la tradición gnaoua y realizó un concierto en homenaje a su difunto padre en el 10º Essaouira Gnaoua y el World Music Festival en junio de 2007.
Chérif Regragui ("El comunicador") se convirtió en un maâlem a la edad de 18 años. Trabajó con Tayeb Saddiki en el teatro y estuvo detrás del grupo Taghada.
Mahjoub Khalmous sus habilidades lo llevaron a muchos festivales en Europa. En 1993 formó su propio grupo y se convirtió en un Maâlem. Ha trabajado durante varios años con el profesor Bertrand Hell, jefe del departamento de antropología de la Universidad de Besançon en Francia.
Allal Soudani ("El soñador") sus abuelos M'Barkou y Barkatou fueron traídos de Sudán como esclavos. "Cuando juego, ya no siento mi cuerpo, me vacío. Y cuando alcanzo el estado de trance, me convierto en nada más que una hoja en un árbol que sopla a la merced del viento", dice, describiendo sus momentos de trance.
Abdellah El Gourd aprendió música gnawa cuando era joven, mientras trabajaba como ingeniero de radio en su ciudad natal de Tánger. Ha colaborado con los músicos de jazz Randy Weston y Archie Shepp y el músico de blues Johnny Copeland. Con Weston, coprodujo The Splendid Master Gnawa Musicians of Morocco, que recibió una nominación al Premio Grammy en 1996 al Mejor Álbum de Música del Mundo.
Omar Hayat ("The showman") Fue enseñado por Mahmoud Guinea y el difunto Maâllem Ahmed. Él formó su propio grupo en 1991. Su estilo está particularmente influenciado por el reggae, pero Omar Hayat, sin embargo, es un verdadero gnawa y es una gran fuente de inspiración para el joven gnaoui en Essaouira. ¡Participó recientemente en el festival de Aviñón y también ha estado trabajando y haciendo giras con el circo alemán Afrika! Afrika.
Abelkebir Merchane (también conocido como Cheb) - Él es de una familia árabe, ninguno de los cuales es gnawa. Su estilo es una mezcla de marsaoui (Essaouira) y Marrakchi (Marrakech). Fue enseñado por Maâllem Layaachi Baqbou y posiblemente tenga la mejor voz en gnawa marroquí hoy. Su hijo Hicham también es un maestro gnawa.
Abdeslam Alikkane y Tyour gnawa es un bereber de la región de Agadir. Aprendió a tocar los krakebs a la edad de nueve años. Él está particularmente interesado en el aspecto curativo de gnawa. Ha actuado en muchos festivales internacionales, jugando con Peter Gabriel, Gilberto Gil (actualmente ministro de Cultura de Brasil) y Ray Lema.
Abderrahman Paca es uno de los miembros fundadores del grupo Nass El Ghiwane. En 1966 se unió brevemente al Living Theatre, y dos años más tarde conoció al legendario Jimi Hendrix.
Mohamed Kouyou en 1984 jugó en la inauguración del Pabellón de Marruecos en Disney World. También juega en el festival gnawa de Essaouira.
Mokhtar Gania - hijo del gran Maâlem Boubker. Es el hermano menor del legendario Mahmoud. Jugó en el gran Festival de Roskilde en Dinamarca en 2003 compartiendo escenario con Bill Laswell, Jah Wobble, Gigi, Sussan Deyhim y otros. Actualmente es considerado uno de los mejores jugadores de gimbri
Mohamed Daoui enseña a la generación más joven de futuros maâlems, por lo que tiene una reputación generalizada.
Abdelkader Benthami debe su educación a algunos de los más grandes Maâlems, como Zouitni. Vive en Casablanca y mostró su fuerza en álbumes como Night Spirit Masters de Bill Laswell. Sus hijos son ambos maestros, y el más joven, Abderrahim, debutó en 2007 en el Festival d'Essaouira.
Si Mohamed Ould Lebbat a la edad de 18 años comenzó a tocar con Maâlem Sam, a quien acompañó en festivales en Francia.
Ahmed Bakbou: ha trabajado con algunos de los grandes Maâlems: Ba Ahmed Saasaa, El Hachimi Ould Mama, Homan Ould el Ataar, Si Mohamed Ould el Fernatchi. Es el primer hijo de Maâllem Layaachi Baqbou, y es conocido como "el gimbri que habla", y aunque canta, a menudo toca el gimbri con amigos cercanos como Abdelkebir Merchane o sus hermanos Moustapha y Aziz cantando.
Essaïd Bourki sus orígenes se encuentran en el sur de Marruecos. Actuó con su grupo en Bélgica en 1990. Es considerado el maestro secreto de Essaouira.
Abdellah Guinea ("The Marley") se convirtió en un Maâlem a la edad de 16 años. Su apodo se debe a sus rastas y su afición al reggae. Él es el hijo medio de Maâllem Boubker Gania. Hoy en día, Abdelah es considerado por muchos como uno de los más grandes líderes de Essaouira.
Mohamed Chaouki anteriormente un entrenador de caballos trabajó una vez en las granjas de Rabat. A la edad de 19 años se convirtió en un maâlem. Formó un grupo con su hermano, hijos y sobrinos con los que se ha presentado en Europa 18 veces.
Saïd Boulhimas es el Gnawi más joven en tocar en el 7.º (2004) festival de gnawa. Saïd fue enseñado por Abdelah Gania y casi es considerado el hijo del maâllem. Ganó el Festival de Jeunes Talents (Festival de jóvenes talentos) en 2006 y también es parte de la Banda de Gnawa de Francia / Marruecos con Louis Bertignac y Loy Erlich.
Hassan Hakmoun a la edad de cuatro años, actuaba junto a encantadores de serpientes y respiradores de fuego en las calles de Marrakech. Su madre es conocida en toda la ciudad como un curandero místico. Trabajó con Peter Gabriel. Actualmente reside en la ciudad de Nueva York.
Fath-Allah Cherquaoui (Fath-Allah Laghrizmi) Fath-ALLAH, uno de los más jóvenes maestros de la música Gnawa, nació en 1984 en una familia conocida en Marrakech, Marruecos. Sus ojos fueron abiertos a las ceremonias de música gnawa por su abuela, lmqadma lhouaouia. Como Moqadma o Shuwafa (clarividente), ella organizaría la ceremonia Gnawa, o derdeba, dos o tres veces al año con un reconocido Maestro llamado Lmansoum. Por lo tanto, toda la familia, incluidos los niños pequeños, desarrolló una profunda apreciación e interés en este género de música espiritual. A la edad de 19 años, su primo mayor, Maallem Lahouaoui, se convirtió en Maestro y comenzó a jugar en las ceremonias para su abuela. A los siete años, Fath-Allah pudo cantar casi todo el repertorio ritual y tocar el qraqeb (castañuelas de hierro). A la edad de once años, decidió construir su propia versión del instrumento conocido como el gembry, utilizando un depósito de luz incandescente, un mango de escoba y un cable eléctrico para cuerdas. Cinco años después, él y su hermano menor compraron su primer gembry, y comenzó a aprender y practicar la colocación de los dedos, así como a distinguir los tonos correctos. Aunque su padre le aconsejó que pasara más tiempo en su trabajo escolar, y le advirtió sobre los peligros y dificultades de la industria musical, Fath-Allah siguió dedicado a la enseñanza de los instrumentos y la música de Gnawa. Después de un tiempo, fue invitado a unirse a la banda de su primo Maallem Lahouaoui, tocando las castañuelas, bailando y cantando. Pero soñaba con tocar el gembry en un derdeba real. Su oportunidad finalmente llegó una noche en que su primo le pidió que lo apoyara y terminara de tocar lo que quedaba de las canciones ceremoniales. Era la primera vez que Fath-Allah jugaba frente a una multitud, y durante una ceremonia real de Gnawa. El público se asombró de cómo el miembro más joven de la banda podría tan fácilmente reemplazar al Maestro, y en realidad tocar tan bien como él y muchos otros Maestros. Este fue el comienzo del Maallem Fath-Allah. Sus Maestros favoritos incluyen: Maallem Lahouaoui, Maallem Mustapha Baqbou, Maallem Hmida Boussou y Maallem Abd Elkader Amili.